# The Early Show
The Early Show (eller The CBS Early Show) är ett amerikanskt TV-morgonprogram som visas av det nationella TV-bolaget CBS i direktsändning från Fith Avenue och 59th Street i New York kl 7 till 9 måndag till lördag. En timslång söndagsversion av programmet produceras också, men sändningstiderna för den varierar mellan olika städer i USA. The Early Show innehåller intervjuer med kändisar, politiker, författare och andra aktuella personer, ofta med kopplingar till för dagen stora nyhetshändelser. 2009 är programledarna Julie Chen, Harry Smith, Maggie Rodriguez, Russ Mitchell och meteorologen Dave Price. På helgerna leds programmet av Erica Hill, som lånas ut av nyhetskanalen CNN, samt Chris Wragge som är känd i Sverige som Victoria Silvstedts exmake.
Programmet som sändes första gången den 11 november 1999, är det yngsta av de tre stora amerikanska TV-bolagens morgonprogram. CBS har sedan 1954, då Walter Cronkite presenterade TV-bolagets första morgonprogram, haft liknande föregångare på samma sändningstid.  The Early Show har, i likhet med alla sina föregångare, alltid hamnat på tredje plats i tittarmätningarna efter NBC:s Today Show och ABC:s Good Morning America.
I likhet med NBC:s flaggskepp The Today Show och The Tonight Show, har programtiteln The Early Show en koppling till Late Show, CBS:s talkshow på kvällstid.